# Rete tranviaria di Épinal
La rete tranviaria di Épinal è stato un sistema di trasporto pubblico della città francese di Épinal, composto da due linee per un totale di 7 km: la rete è stata inaugurata nel 1906 e chiusa, a seguito della prima guerra mondiale, nel 1914.

## Storia e infrastruttura

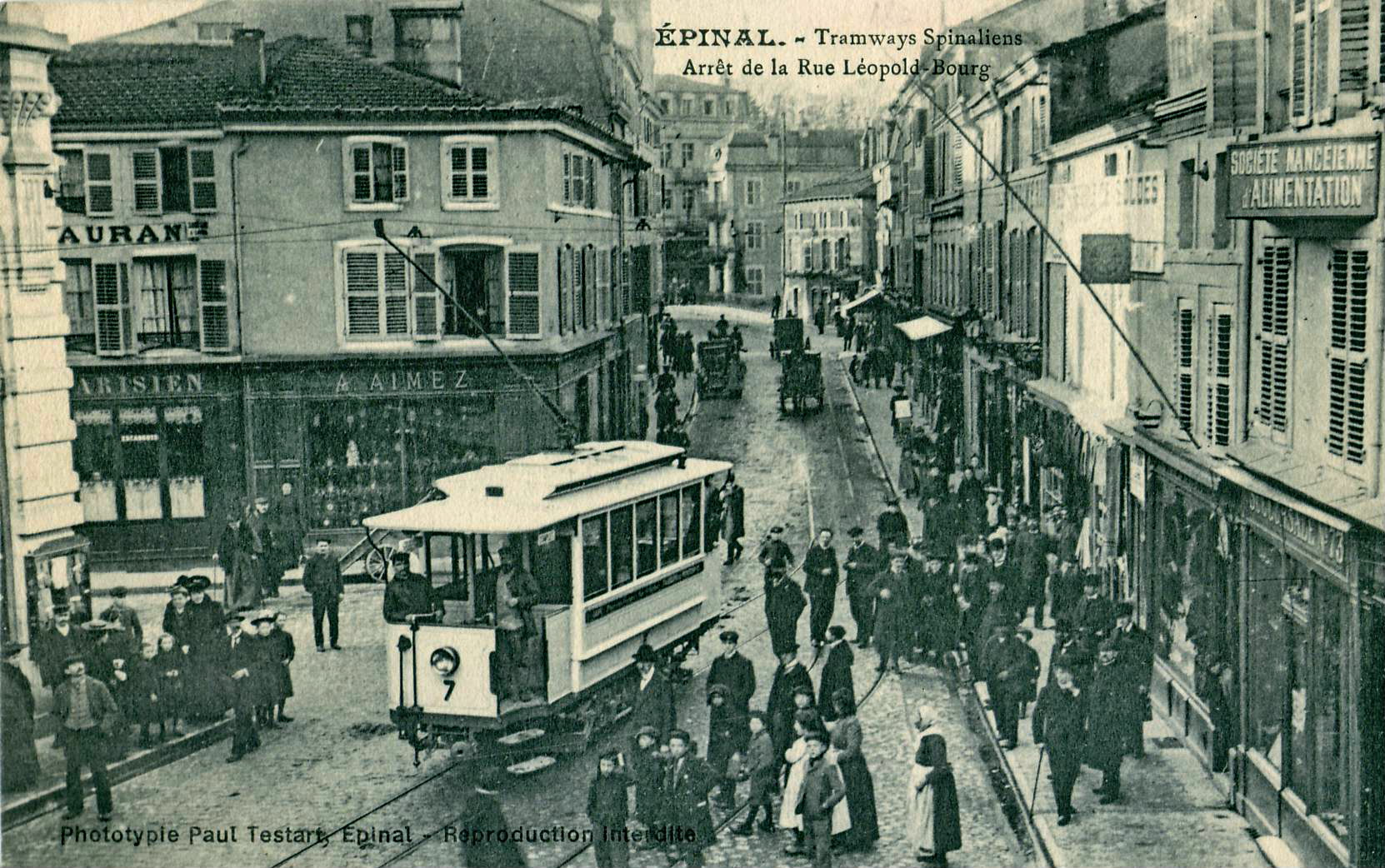
Tram in via Bourg

La creazione di una rete tranviaria che interessasse la città di Épinal fu proposta alla municipalità da tre amministratori della Compagnie générale électrique, i signori Garnier, Hammer e Vicarino: l'8 luglio 1903 fu fondata la Société des tramways électriques d'Épinal, mentre il 29 agosto 1904 venne approvata la concessione della rete per una durata di sessantacinque anni. Il 15 novembre 1904 fu fatta la dichiarazione di pubblica utilità e ciò permise l'inizio dei lavori di costruzione: la tranvia venne inaugurata il 17 febbraio 1906 e si divideva in due linee per un totale di sette chilometri. Nell'agosto del 1914 il servizio tranviario fu sospeso a causa dello scoppio della prima guerra mondiale e mai più ripreso: nel 1920 infatti la società che gestiva la rete fu messa in liquidazione e, dal 13 agosto 1925, l'infrastruttura smantellata.
La rete aveva una lunghezza di 7,3 km ed era costituita originariamente da due linee: la prima andava dalla stazione di Épinal al sobborgo di Poissompré, mentre la seconda univa il Pont de Golbey al Champ du Pin; nel 1914, pochi mesi prima della chiusura, la rete fu riorganizzata in tre linee: dal Pont de Golbey alla prefettura, dalla stazione al Champ du Pin e da Place des Vosges a Poissompré. Il sistema tranviario di Épinal era dotato di un solo deposito e l'alimentazione era elettrica, tant'è che alcuni agganci per la linea aerea sono ancora visibili, soprattutto sulle case costruite lungo le rive della Mosella. L'intero parco rotabili era composto da 12 motrici e due rimorchi: le motrici avevano una larghezza di due metri e un'altezza di tre metri e trenta e non potevano essere accoppiate più di quattro unità in modo tale da non superare i trentacinque metri di lunghezza; ogni giorno si effettuavano, sulle due linee, circa trenta corse e la velocità commerciale era di 20 km/h. L'intera rete era a binario unico, con scartamento metrico: le rotaie erano di tipo Broca e avevano un peso di trentacinque chilogrammi. Per evitare incidenti, i binari dovevano essere distanti almeno un metro e mezzo dal bordo della strada; in città inoltre la rete doveva coesistere con alcune rotaie dallo scartamento di sessanta centimetri che l'esercito aveva costruito per raggiungere facilmente un forte difensivo.